# 呼蘭若尸逐就単于
呼蘭若尸逐就単于（こらんじゃくしちくしゅうぜんう、拼音：Hūlánruòshīzhújiùchányú, ? - 147年）は、中国後漢時代の南匈奴の単于。呼蘭若尸逐就単于というのは称号で、姓は虚連題氏、名は兜楼儲（とうろうちょ）という。

## 生涯
漢安2年（143年）、兜楼儲は以前より漢の都洛陽にいたので、単于に立てられた。兜楼儲は漢の順帝より符節と璽綬を拝受し、青蓋の四頭引きの馬車・鼓車・安車・駙馬騎・玉具刀剣・什物・彩布2千匹を賜り、単于の閼氏（妃）以下にも金錦錯雑具・軿車（婦人用輕車）・馬2乗を賜った。朝廷は行中郎将を随行させて兜楼儲を南単于庭（南匈奴の首都）に帰らせた。11月、使匈奴中郎将の馬寔は刺客を使って句龍吾斯を殺し、翌年（144年）には南匈奴の反乱分子を一掃した。
建和元年（147年）、呼蘭若尸逐就単于兜楼儲は位にあること5年で薨去し、その後を居車児（伊陵尸逐就単于）が継いで立った。

## 参考資料
- 『後漢書』（南匈奴列伝）